# Aetiocetidae
Aetiocetidae — вимерла родина зубастих вусатих китів, відома з олігоцену. Кити походять з північної частини Тихого океану і мають розміри від 3 до 8 метрів. Багато з описаних зразків були виявлені у верхньому олігоцені японської формації Мораван, найбільшої з відомих у Верхньому туфогенному алевроліті Мораван. Інші офіційно описані вимерлі зубасті містіцеси того часу менші, від 3 до 4 метрів у довжину. Mysticeti зі справжніми вусами видно у скам'янілостях верхнього олігоцену. Монофілія родини все ще невизначена, як і еволюційний зв'язок між ранніми зубастими вусатими китами (Aetiocetidae, Mammalodontidae і Llanocetidae) і ранніми і сучасними беззубими вусатими китами. Однак кладистичний аналіз Coronodon і Mystacodon, здається, вказує на те, що Aetiocetidae і Llanocetidae більш тісно пов'язані з верхівковими Mysticeti, ніж з Mammalodontidae, Coronodon і Mystacodon.